# Efimerida ton Syntakton
I Efimerida ton Syntakton (griechisch Η Εφημερίδα των Συντακτών ‚Die Zeitung der Herausgeber‘, kurz Efsyn) ist eine politisch linksgerichtete griechische Tageszeitung, die als Genossenschaft geführt wird.

## Geschichte
Die Zeitung erschien erstmals 2012 und wurde von ehemaligen Mitarbeitern der Eleftherotypia produziert, die Insolvenz angemeldet hatte. Bis Oktober 2022 war Nikolas Voulelis der Chefredakteur, danach übernahm Sotiris Maniatis den Posten.

## Auflage
Efimerida ton Syntakton ist neben dem konservativen Eleftheros Typos und der linksliberalen Ta Nea eine der auflagenstärksten Zeitungen Griechenlands.